# Sebt Gzoula
Sebt Gzoula (àrab: سبت كزولا, Sabt Gzūla; amazic estàndard marroquí: ⵙⴻⴱⵜ ⴳⵣⵓⵍⴰ, Sebt Gzula) és un municipi de la província de Safi, a la regió de Marràqueix-Safi, al Marroc. Segons el cens de 2014 tenia una població total de 18.543 persones.